# Leucania angustipennis
Leucania angustipennis är en fjärilsart som beskrevs av Saalmüller 1891. Leucania angustipennis ingår i släktet Leucania och familjen nattflyn. Inga underarter finns listade i Catalogue of Life.